# 이노우에 노리아키
이노우에 노리아키(일본어: 井上鑑昭, 1902년 (메이지 35년) 12월 3일 ~ 1994년 (헤이세이 6년) 4월 13일)는 일본의 무도가이다. 신에이타이도의 창시자로 널리 알려져 왔다. 아이키도의 개조인 우에시바 모리헤이는 그의 외삼촌이다. 다만, 원래의 성명은 이노우에 요이치로(井上要一郎)라고 표현되며, 노리아키는 다른 명칭이다.

## 참고 문헌
- 別冊歴史読本『現代武道全書』（1994年）、『決定版〜秘伝〜のすべて』（1995年）　新人物往来社
- 『白鳩会会報』117号（1943年）
- 『図説・古武道史』（1967年）